# Aparammoecius mahriensis
Aparammoecius mahriensis är en skalbaggsart som beskrevs av Zdzisława Stebnicka 1983. Aparammoecius mahriensis ingår i släktet Aparammoecius och familjen Aphodiidae. Inga underarter finns listade i Catalogue of Life.